# 冉廣岐
冉廣岐(1927—2023)，中国河北省蠡县人，曾任河北省青龙县县委书记、保定市委副书记、邢台市政协副主席等职。因“唐山地震青龙县无人因震伤亡事件”为人所知，但该事件真实性存争议。

## 生平
- 1975年12月-1976年10月，任青龙县革委会主任[2]，及中共青龙县委书记[3]。
- 1976年10月-1977年6月，任青龙县革委会主任[2]，及中共青龙县委书记[3]。
- 1988年离休，后居住在河北省保定市。冉广岐于2023年1月25日23时37分，因突发肺栓塞去世。[1]

## 唐山地震青龙县无人因震伤亡事件
冉廣岐，1976年时任河北省秦皇島市青龍縣縣長。冉廣岐在1976年7月28日唐山大地震發生前夕，下令全縣所有人疏散，令該縣在地震發生時，沒有任何人因地震死亡。
1975年海城地震發生後，京、津、唐地區受到地震預報有關部門監視，並一直持續到唐山地震發生之前。中國政府最終沒有得到來自國家地震局方面提供的短期地震預報(有消息稱早在大地震爆發前半個月，國家地震局分析預報組就已經預測出7月22日到8月5日。然而主持「全國地震預防工作經驗交流會」的國家地震局副局長卻不准時任京津組組長的汪成民在會上作震情發言。汪成民在17、18日的晚間座談的時候和部分同志講述了京津渤張地區集中出現的異常現象，並預測「7月22日到8月5日，唐山、灤縣一帶可能發生5級以上地震。現場只有22歲的青龍縣科委主管地震工作的人員王春青聽完汪的講話後，他火速趕回縣裡，將汪的講話告訴了縣領導冉廣岐，在深思熟慮之後，命令全縣800多名幹部迅速將震情通知到全縣每一個人，經過周密部署，全縣近40萬人進入臨震狀態)。而唐山市最終對此地震沒有積極預防。
河北省青龍縣在全縣範圍內採取了預防措施，取得了令人矚目的防震減災效果。全縣無一人直接因地震喪生，僅一人因心臟病突發死亡。
1996年7月，唐山大地震20周年之际，联合国代表科尔向冉广岐颁发纪念章时问他，“你这里能做的，唐山为什么不能？”冉回答说，“唐山跟青龙没法比。青龙是农业县，让老百姓出去防震，啥损失也没有。大伏天的也就是蚊子多叮几个疙瘩呗。唐山不同啊，钢铁公司、开滦煤矿，作决策的人自己不敢作主”

## 争论
在百度青龙县贴吧里，当地大多数老百姓否认冉广岐的这些新闻，具体信息请阅读下面的网址：
http://blog.sciencenet.cn/blog-647503-596797.html （页面存档备份，存于），从当地人的地震记忆里看，冉广岐救人可能是一个恶意的假新闻典型。
原中组部部长张全景在《“青龙奇迹”带给我们的启示》一文中认为冉广岐提前预警进行疏散的事件真实存在，肯定了他的行为。

## 關連項目
- 唐山大地震